# Onciale 093
L'Onciale 093 (numerazione Gregory-Aland), è un codice manoscritto onciale del Nuovo Testamento, in lingua greca, datato paleograficamente al VI secolo.

## Descrizione
Il codice è composto da 2 spessi fogli di pergamena di 250 per 180 mm, contenenti brani il testo del degli Atti degli Apostoli (24,22-25,5) e della Prima lettera di Pietro (2,22-24; 3,1.3-7). Il testo è su due colonne per pagina e 24 linee per colonna

### Critica testuale
Il testo del codice è rappresentativo del tipo testuale bizantino (Atti del Apostoli) e del tipo testuale alessandrino (Prima lettera di Pietro). Kurt Aland lo ha collocato nella Categoria V (Atti) e nella Categoria II (1. Pietro).

## Storia
Il codice è conservato alla Cambridge University Library (Taylor-Schechter Collection 12,189) a Cambridge.